# Mademoiselle Beaubour

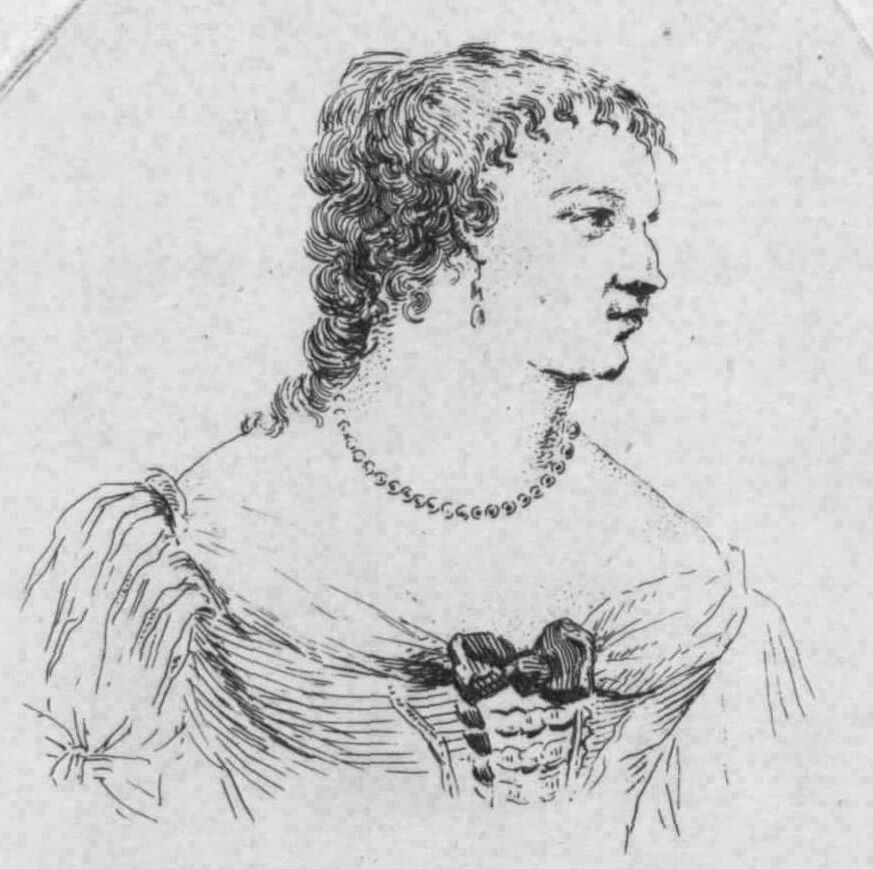
Mademoiselle Beaubourg

Louise Pitel, bekannt als Mademoiselle Beaubour (* 9. Juni 1665 in Dijon; † 6. Juni 1740 in Paris), war eine französische Schauspielerin.
Schon die Eltern Pitels, Beauval und Jeanne Olivier Bourguignon, waren Schauspieler. Ihre erste Rolle, noch unter Molière, spielte sie 8-jährig. Es war die kleine Nebenrolle der Louison in Molières eingebildetem Kranken. Dieselbe Rolle spielte sie auch bei ihrem Debüt an der Comédie-Française im Jahr 1684. Ein Jahr danach rückte Pitel ins Hauptensembele auf und wurde Sociétaire de la Comédie-Française.
Die erste Ehe schloss Pitel mit dem Perückenmacher Jaques Betrand. Aber sie war schon  mit 20 Jahren wieder Witwe. Sie heiratete daraufhin Jacques Deshaies, der bei Hofe beschäftigt war. Dem ging voraus, dass Pitels Vater Deshaies verklagte, weil er seine Tochter, vor der Eheschließung, entführt hatte. Die beiden heirateten dann heimlich im Jahr 1685. Auch der zweite Ehemann Pitels verstarb früh und sie schloss noch eine dritte Ehe, mit ihrem Schauspielkollegen Beaubour.
Der Biograph beschreibt Pitel als intelligent aber gar nicht gutaussehend. Sie spielte sowohl in Dramen als auch Komödien, wurde aber nie für große Hauptrollen besetzt, sondern gab oft die stützende Nebenrolle der Vertrauten.
Ihren Bühnenabschied nahm Pitel 1718, zusammen mit ihrem dritten Mann. Sie erhielten, jeder, eine Pension von 1000 Livre. Kurz darauf starb ihr Mann und Pitel war erneut Witwe und blieb es bis zu ihrem Tod.